# Tipología lingüística

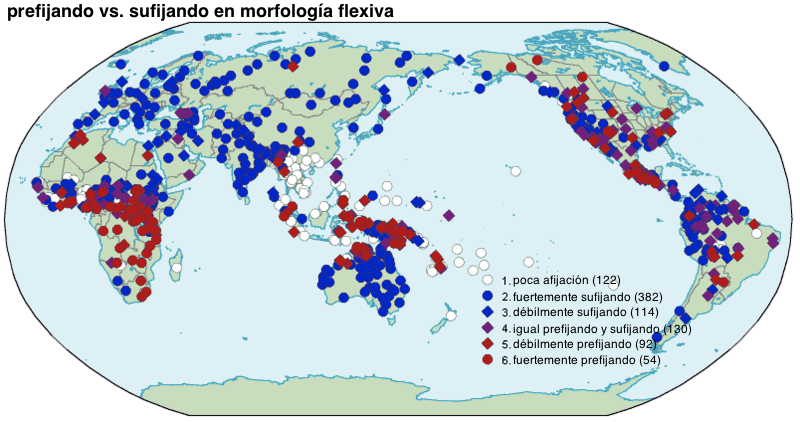
Sufijación y prefijación en las lenguas del mundo.

La tipología lingüística se refiere a la clasificación de las lenguas desde el punto de vista de sus similitudes gramaticales. La clasificación tipológica contrasta con la clasificación genética de las lenguas. Este otro método de clasificación se centra en las relaciones filogenéticas entre las lenguas que comparten la herencia de una lengua común (véase lingüística histórica). Una clase genética es una familia lingüística, mientras que una clase tipológica es un tipo de idioma.
Entre las subdisciplinas de la tipología, se encuentran la tipología fonológica o fonología tipológica, la tipología morfológica, la tipología sintáctica, la tipología morfosintática y tipología teórica, que busca explicar tendencias universales o ampliamente difundidas entre las lenguas del mundo.

## Tipología sintáctica
La tipología de orden se interesa por el 'orden de constituyentes básico'. Comúnmente se estudia el orden básico del verbo en relación con los participantes en la predicación verbal y el orden relativo entre un nombre y sus complementos.

### Orden de constituyentes oracionales
En la clasificación tipológica respecto al orden del sujeto, el verbo y el objeto existen seis posibilidades lógicas:
- Sujeto Verbo Objeto (SVO)
- Sujeto Objeto Verbo (SOV)
- Verbo Sujeto Objeto (VSO)
- Verbo Objeto Sujeto (VOS)
- Objeto Sujeto Verbo (OSV)
- Objeto Verbo Sujeto (OVS)

Se han hecho estimaciones para la frecuencia relativa de estos órdenes:
| Orden                                                                                           | Ejemplo                  | Uso | Uso | Lenguas |
| ----------------------------------------------------------------------------------------------- | ------------------------ | --- | --- | --- |
| SOV                                                                                             | "Las vacas hierba comen" | 45% | 45  | Bengalí, birmano, coreano, indostánico, japonés, latín, malayalam, oromo, persa, sánscrito, tamil, telugú, turco, nepalí.                                                                                  |
| SVO                                                                                             | "Las vacas comen hierba" | 42% | 42  | árabe (variedades modernas coloquiales), chino, neerlandés, español, francés, alemán (en oración principal), hausa, hebreo, indonesio, inglés, italiano, malayo, portugués, suajili, tailandés, vietnamita |
| VSO                                                                                             | "Comen las vacas hierba" | 9%  | 9   | Árabe estándar moderno y coránico filipino, galés, geʽez, irlandés, māori, tuareg (bereber). |
| VOS                                                                                             | "Comen hierba las vacas" | 3%  | 3   | Car, fidyiano, malgache, qʼeqchíʼ, terêna. |
| OVS                                                                                             | "Hierba comen las vacas" | 1%  | 1   | Hishkariana, urarina |
| OSV                                                                                             | "Hierba las vacas comen" | 0%  |     | Tobati, warao |
| Frequency distribution of word order in languages surveyed by Russell S. Tomlin in the 1980s () |                          |     |     | |

Algunas lenguas dividen el verbo en una forma auxiliar por un lado y un infinitivo o participio por otro, insertando el sujeto entremedias. Por ejemplo:
(alemán) ("Im Wald habe ich einen Fuchs gesehen" - «En el bosque he yo un zorro visto»)
(neerlandés) "Hans vermoedde dat Jan Piet Marie zag leren zwemmen" - *«Hans sospechaba que Jan Piet Marie vio enseñar nadar»)
(galés) "Mae'r gwirio sillafu wedi'i gwblhau" - *"Is the check spelling after to complete").
En este caso, la tipología no se basa en tiempos analíticos. El alemán, por lo tanto, es SVO/VSO (sin "im Wald", el sujeto aparecería en primer lugar) en las oraciones principales y el galés es VSO (y O iría tras el infinitivo). Tanto al alemán como al neerlandés se les clasifica como lenguas V2, ya que el verbo de una oración principal casi siempre ocurre en segundo lugar.
Algunas lenguas (normalmente las flexivas) son difíciles de clasificar debido al hecho de que aceptan muchas combinaciones de verbo, objeto y sujeto como posibilidades correctas. Entre ellas se encuentran el latín, el húngaro, el polaco y el esperanto, de hecho en estas lenguas el orden parece obedecer más a factores de pragmática que de sintaxis.
En cuanto a la distribución mundial en Asia y América el orden SOV es el orden más frecuente, mientras que en Europa y África lo es el SVO. En Oceanía, la preferencia de orden es regional, la mayoría de lenguas papúes y australianas son SOV, mientras que las lenguas austronesias de la región son VSO o SOV.

### Orden del nombre y sus complementos
Los tipos usualmente considerados son:
- Orden relativo del adjetivo. Existen las posibilidades en que el nombre precede al adjetivo (NA) y en la que el adjetivo precede al nombre (AN). En ciertas lenguas, como el español, esta tipología resulta dificultosa, porque el orden depende del tipo de adjetivo, en español hay adjetivos que casi siempre anteceden (último, mismo, ...) y otros que siempre siguen al nombre (epitelial, fotográfico, ...), mientras que otros cambian de significado si el adjetivo sigue o precede al nombre: un viejo amigo / un amigo viejo.
- Orden relativo de los determinantes. Existen igualmente dos posibilidades: en una, el nombre precede al determinante (Ndet); en otra, el determinante precede al nombre (detN). En algunas lenguas puede llegar a suceder que cada tipo de determinante concreto tenga un orden básico diferente, siendo necesario distinguir entre demostrativos, artículos, posesivos, etc.
- Orden de otros complementos nominales. Generalmente se considera si el complemento nominal en función genitiva precede o sigue al nombre.

### Orden núcleo-complemento
Otra diferencia importante entre las lenguas es la mayor o menor tendencia a colocar el núcleo de un sintagma al principio o al final de dicho sintagma. Las lenguas con orden básico de constituyentes SOV y posposiciones tienen mayor tendencia a ser de núcleo final, mientras que las lenguas con orden VSO y preposiciones tienen mayor probabilidad de ser de núcleo inicial. Muchas lenguas no son consistentes en el marcaje, es decir, a veces con ciertos sintagmas tienen núcleo inicial y en con otros sintagmas tienen núcleo final, o alguna otra posibilidad. El español por ejemplo suele ser de núcleo inicial: los determinantes preceden al nombre, el adjetivo calificativo sigue al nombre, el objeto no-pronominal del verbo va detrás de él, las preposiciones anteceden al sintagma que introducen, etcétera.

### Marcaje núcleo-complemento
Es otra característica interesante en la que, además del orden, el núcleo (modificado) y el complemento (modificador) se diferencian por algún tipo de marca morfosintáctica o partícula (este tipo de marca puede ir acompañada a veces de cierta rigidez en el orden modificado-modificador: núcleo final frente a núcleo inicial). Cuando estas marcas existen entonces, las lenguas pueden presentar mayor tendencia al marcaje de núcleo o al marcaje de complemento. Al igual que en el caso del orden núcleo-complemento, existen lenguas consistentes y otras en que el marcaje dependerá del tipo de sintagma.
También existen ejemplos lenguas de marcaje nulo en los que no ni el núcleo ni el complemento tienen marca y su distintividad reside exclusivamente en la posición. E incluso existen lenguas con marcaje doble de ambos elementos llevan marcas diferentes, por lo que la distinción vuelve a recaer en las marcas especiales, siendo redundante el marcaje.

## Tipología morfosintáctica: Ergatividad y acusatividad
Otra clasificación tipológica interesante es la que se refiere al tipo de marcaje morfosintáctico básico de los participantes en la predicación verbal tanto de verbos intransitivos (donde solo existe un participante S), como de verbos transitivos (donde existen al menos dos participantes A y O). Los dos patrones más frecuentes en las lenguas del mundo son: 
- marcaje nominativo-acusativo, donde S y A reciben el mismo tratamiento (caso nominativo) y O un tratamiento diferente (caso acusativo). Estas lenguas suelen poseer la llamada voz pasiva.
- marcaje ergativo-absolutiva, donde S y O reciben el mismo tratamiento (caso absolutivo) y A un tratamiento diferente (caso ergativo). En estas lenguas la voz inversa se llaman voz antipasiva.

Si la lengua tiene casos, esto se determina teniendo en cuenta si el sujeto de un verbo intransitivo tiene el mismo caso que el sujeto o el objeto de un verbo transitivo. Si no coinciden dichos casos, pero el orden es SVO o OVS, se determina teniendo en cuenta si el sujeto del verbo intransitivo está en el mismo lado que el sujeto o el objeto del verbo transitivo.
En muchas ocasiones una lengua mezcla el uso del acusativo y el ergativo (por ejemplo, la morfología ergativa marca los argumentos del verbo, sobre una sintaxis acusativa), o tiene un comportamiento ergativo tan solo en algunos contextos (a esto se le conoce como ergatividad escindida, y se basa normalmente en la persona gramatical de los argumentos o en el tiempo/aspecto del verbo).

## Tipología morfológica
La tipología morfológica se refiere a la estructura interna de las palabras. El significado de muchas expresiones complejas se forma a partir de expresiones más simples o nociones más básicas, la capacidad expresiva del lenguaje humano depende en cierto grado de la composicionalidad del significado. Respecto a los procedimientos de formación de palabras como la composición, la derivación y la flexión las lenguas se clasifican según varios criterios:
1. Número de morfemas diferentes por palabra,
  - Lenguas aislantes, en estas lenguas las palabras tienden a ser monomorfémicas. Cuando existen palabras de más de un morfema tienden a formarse por composición, más que derivación o flexión.
  - Lenguas sintéticas, en estas lenguas las palabras incluyen una raíz y algunos morfemas derivativos o flexionales adicionales, en ellas las palabras, especialmente los verbos y nombres, raramente son monomorfémicas, entre ellas se distingue entre:
    - Lenguas aglutinantes o segmentables, tienden a construir largas secuencias de morfemas o afijos, construyendo así palabras largas. La mayoría de palabras en lenguas aglutinantes pueden ser segmentadas en morfos que realizan una única función, así en ellas el número de funciones por morfema es cercano a uno, aunque el número de morfos por palabra puede ser alto.
    - Lenguas fusionantes, en ellas las palabras tienden a realizar más de uno o dos morfemas por palabra, llevando así las palabras no solo información semántica (raíz), sino también morfemas gramaticales. La diferencia es que en ellas una terminación o morfo frecuentemente marca simultáneamente diferentes funciones gramaticales y sintácticas. En estas lenguas el número de funciones gramaticales por morfo puede ser notablemente alto.

  - Lenguas polisintéticas, lenguas en las que algunas palabras tienen un número de morfemas asombrosamente alto y muchas palabras equivalen semánticamente a oraciones en lenguas no polisintéticas.
2. Formas de señalar relaciones sintácticas
  - Lenguas analíticas, donde las relaciones sintácticas mediante morfemas libres o palabras sueltas. Las lenguas aislantes necesariamente deben ser analíticas, aunque una lengua analítica no tiene porqué ser aislante en extremo (el chino mandarín es un caso de lengua claramente analítica, pero debido al abundante uso de la composición las palabras no siempre son monomorfémicas.
  - Lenguas flexivas, donde algunas relaciones sintácticas y gramaticales se marcan mediante afijos cuya forma fonética determina el valor de las diferentes categorías gramaticales.

El criterio del número de morfemas por palabra y la forma de marcar las relaciones gramaticales no son estadísticamente independientes, si bien no existe una relación fija entre ellas. Las lenguas aislantes tienen que ser necesariamente analíticas. Por otra parte aunque las lenguas analíticas no tienen porqué ser aislantes, estadísticamente tienden a ser aislantes. Las lenguas flexivas tienden a ser aglutinantes o fusionantes.

### Lenguas analíticas
Otra vieja distinción es la que se hace entre lenguas analíticas y lenguas sintéticas. Dicha distinción ha sido abandonada en parte, porque resulta difícil definir con precisión qué es una lengua analítica o qué es una lengua sintética. Realmente apreciamos lenguas más sintéticas que otras en ciertos aspectos, pero existe todo un gradiente entre ambos extremos.
Se piensa erróneamente que las lenguas analíticas tienen una gramática más sencilla que las lenguas sintéticas. Las lenguas analíticas usan en mayor medida procedimientos sintácticos para marcar las relaciones sintácticas, mientras que las sintéticas la codifican mediante procedimientos morfológicos como la inflexión. En otras palabras, en un lenguaje puramente sintético el orden de las palabras no es tan significativo como en una lengua más analítica.
Las lenguas chinas y algunas lenguas africanas, por ejemplo, son altamente analíticas, y el significado está muy ligado al contexto. Ambos grupos lingüísticos presentan algunas inflexiones, y tuvieron más en el pasado, sin embargo, se han vuelto menos sintéticos y más puramente "analíticos" con el tiempo. En ciertas lenguas, también encontramos casos de gramaticalización por el cual se crean inflexiones nuevas.

### Lenguas sintéticas
Las lenguas sintéticas poseen una morfología muy desarrollada, sus palabras están compuestas por varios morfemas de diferentes tipos, tienen raíces y desinencias claramente diferenciadas que son las que varían para manifestar las modificaciones de género, número, persona, tiempo, etc. (Ej: Chic-o, chic-a, chic-o-s, chic-a-s). Dentro de las lenguas sintéticas hay dos subgrupos: lenguas aglutinantes y lenguas flexivas.
Lenguas aglutinantes: las lenguas aglutinantes poseen morfemas claramente diferenciados que expresan un único significado. Su morfología es muy rica lo que les permite añadir a una raíz fija una serie de afijos regulares que actúan de modificadores. Algunos ejemplos de lenguas aglutinantes son: vasco, húngaro, turco, aymara y japonés.
Lenguas flexivas: las lenguas flexivas no tienen sus morfemas claramente diferenciados unos de otros. Los morfemas de estas lenguas suelen ser una amalgama de morfemas, por tanto el resultado es que no siempre es posible segmentar los morfemas con precisión y distinguir la parte léxica de la que transmite información. La mayoría de lenguas europeas son flexivas como el español, francés, italiano.